# Fernando Dancausa
Fernando Dancausa de Miguel (Burgos, 30 de diciembre de 1921-Madrid, 16 de octubre de 1992) fue un abogado y político falangista español. Ocupó la alcaldía de la ciudad de Burgos entre los años 1965 y 1973, y fue procurador en Cortes desde el 20 de julio de 1960 hasta el 30 de junio de 1977.
Fue uno de los miembros fundadores de la Fundación Francisco Franco.

## Biografía
Procedía de una familia de tradición política. Su padre, Domingo Dancausa Madrazo, fue concejal en Burgos y Diputado Provincial, y su abuelo, Andrés Dancausa Orive, fue alcalde de dicha ciudad entre 1894 y 1895.
Se licenció en Derecho por la Universidad de Valladolid y ejerció la profesión de abogado. Se casó con Concepción Treviño Muñoz el 12 de abril de 1948, con quien tuvo siete hijos, entre ellos, Concepción Dancausa, que fue presidenta de la Asamblea de Madrid, María Dolores Dancausa, consejera delegada de Bankinter.
En 1968 recibió la distinción de 'Burgalés del Año', premio concedido por Radio Juventud de Burgos.
En julio de 1975 formó parte del grupo de los 150 promotores de la asociación política Unión del Pueblo Español, junto con José Muñoz Ávila, Juan Antonio Samaranch, Cruz Martínez Esteruelas y el vicesecretario general del Movimiento Nacional, Adolfo Suárez. El 1 de octubre de 1976 figura junto con Francisco Abella Martín como promotor de dicha asociación ya legalizada.
El 14 de junio de 1976 suscribió El escrito de los 126 que denunciaba la tolerancia gubernamental hacia la Unión General de Trabajadores, firmando como “Fernando Dancausa, 55 años, elegido por la provincia de Burgos, falangista.”
Uno de los 79 candidatos de Alianza Popular para las Elecciones generales de España de 1977 que participaron en alguna de las diez legislaturas de las Cortes franquistas.
Se presentó a senador por la provincia de Burgos, obteniendo 37.494 votos, mientras que Pedro Carazo Carnicero (UCD) obtuvo 84.695 y Juan José Laborda (PSOE), futuro presidente del Senado, 45.223.
Actualmente hay una calle en su memoria en el barrio de Gamonal.

## Cargos públicos
Ocupó diversos cargos públicos: Delegado Provincial del Frente de Juventudes, Consejero Nacional del Sindicato Español Universitario, Presidente de la Asociación Cultural Iberoamericana, concejal,  primer Teniente de Alcalde y alcalde accidental en varias ocasiones del Ayuntamiento de Burgos.
Diputado Provincial, Presidente de la Diputación Provincial de Burgos, procurador en Cortes, Consejero Nacional del Movimiento
Ocupó la alcaldía de Burgos tras el fallecimiento de Honorato Martín-Cobos el 11 de agosto de 1965. Durante su mandato la ciudad sufrió una rápida y profunda transformación urbanística como consecuencia del Polo de Promoción Industrial de Burgos, superando por primera vez los 100.000 habitantes.

"...Ese aumento espectacular de la población provoca la construcción masiva y urgente de viviendas destinadas especialmente a los obreros que vinieron a trabajar a las nuevas factorías.... De las 49.004 viviendas existentes en la ciudad en junio de 1980, el 61,4% fueron construidas con posterioridad a 1960 ..."

Este rápido crecimiento urbanístico, solo en el año 1968 se levantaron más de ocho mil viviendas,  se realiza de un modo caótico, pero al concentrarse en los barrios de Gamonal y Capiscol evitó el deterioro del centro histórico.
El 14 de marzo de 1969, como consecuencia del establecimiento del Polo de Promoción Industrial de Burgos, se aprobó la incorporación voluntaria del municipio de Villafría al de Burgos en sesión extraordinaria siendo alcalde de Burgos Fernando Dancausa, y de Villafría Eulogio Rodríguez Gómez.
Como reconocimiento a su labor, José Utrera Molina, que fue gobernador de la provincia de Burgos le nombró director general de la Vivienda. Subsecretario del Ministerio de la Vivienda de España nombrado por Luis Rodríguez de Miguel.

## Parlamentario
Fue procurador en Cortes durante varias legislaturas: procurador elegido como representante de la Diputación de Burgos (VI Legislatura) ocupando el 20 de julio de 1960 el sillón que dejaba vacante José Carazo Calleja.; repite cargo en la VII Legislatura; y también en la VIII Legislatura hasta el 20 de diciembre de 1965 cuando le sustituye Pedro Carazo Carnicero pasando entonces a ser procurador nato dada su condición de alcalde de capital de provincia en la VIII Legislatura desde el 20 de diciembre de 1965;
Consejero Nacional elegido por la provincia de Burgos en las elecciones de 16 de noviembre de 1967 (IX Legislatura). Revalida el cargo en las elecciones de 16 de noviembre de 1971 , X Legislatura prorrogada hasta el 30 de junio de 1977.
Fue uno de los 13 procuradores que el 18 de noviembre de 1976 se abstuvieron en la votación de la Ley para la Reforma Política que dio paso a la Transición Española.

## Reconocimientos

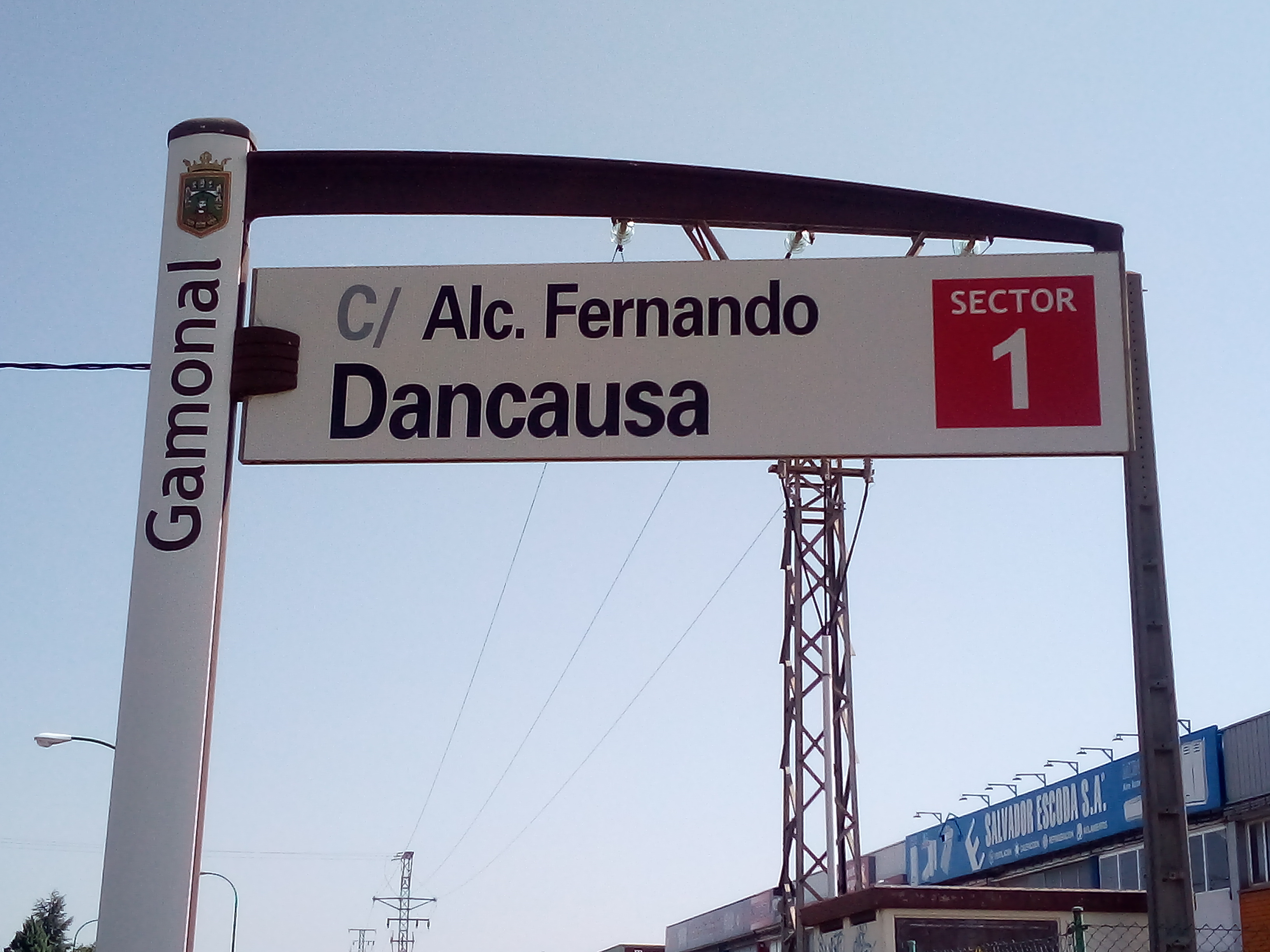
Calle Alcalde Fernando Dancausa, ubicada en Gamonal, Burgos.

En Burgos, su ciudad natal, hay una calle que honra su memoria. Concretamente se halla ubicada en el Polígono Industrial de Gamonal.